# 곱 규칙 (조합론)
조합론에서 곱 규칙(-規則, 영어: rule of product)은 여러 단계로 구성된 과정의 경우의 수를 세는 법칙이다.

## 정의
어떤 과정이 {\displaystyle k}개의 단계로 구성되었다고 하자. 첫째 단계의 경우의 수는 {\displaystyle n_{1}}이며, 둘째 단계의 경우의 수는 {\displaystyle n_{2}}이며, ..., {\displaystyle k}째 단계의 경우의 수는 {\displaystyle n_{k}}라고 하자. 곱 규칙에 따르면, 이들을 차례대로 거치는 과정의 경우의 수는 다음과 같다.:20
{\displaystyle n_{1}\times n_{2}\times \cdots \times n_{k}}

## 같이 보기
- 합 규칙 (조합론)